# Sanfter Mann sucht Frau
Sanfter Mann sucht Frau (Originaltitel L’annonce) ist ein französischer Fernsehfilm von Julie Lopes-Curval nach der Romanvorlage von Marie-Hélène Lafon aus dem Jahr 2015, in dem Alice Taglioni und Éric Caravaca die Hauptrollen spielen. Deutsche Erstaufführung war am 16. Februar 2016 auf arte.

## Handlung
Annette, 38 Jahre alt und Lagerarbeiterin in einem Supermarkt, lebt in Bailleul im Norden Frankreichs. Ihr Sohn Eric ist von Didier getrennt, einem Alkoholiker, der eine Gefängnisstrafe verbüßt. Nach der Entdeckung einer Kontaktanzeige antwortet sie auf eine Anzeige von Paul, einem Landwirt in der Auvergne. Schließlich verlässt sie ihre Region, die Nähe zu ihrer Mutter Jacqueline, und zieht mit ihrem Sohn Eric mitten im Winter bei ihm ein. Dort muss sich Annette Pauls feindseliger Schwester und ihrer eigenen Vergangenheit stellen, die sie bald einholt.

## Hintergrund
Der Film entstand als Coproduktion der Filmgesellschaft TS Productions mit dem Fernsehsender arte.

## Kritiken
„Lebensnahe, aufrichtige Figuren, ein stimmiges Ensemble, dazu eine kluge, noch den zartesten Gefühlsregungen nachspürende Kameraarbeit – man mag kaum glauben, dass dieses französische Kleinod ‚nur‘ ein Fernsehfilm ist. Julie Lopes-Curval, die  2002 in Cannes mit der Goldenen Kamera für ihren Erstling ‚Bord de mer‘ ausgezeichnet wurde, überzeugt hier vollends.“

„Eine mit leisem Humor erzählte Romanze mit glaubwürdigen Darstellern, die die Härten des Landlebens nicht ausspart. [...] Dabei verzichtet dieser einfühlsame Winterfilm, in dem alle immer frieren, auf dramatische Zuspitzungen. Stattdessen erzählt er vom harten bäuerlichen Alltag, der nur mit Humor und Solidarität zu bewältigen ist: Man hilft sich gegenseitig auf dem Dorf, und nennt seine Kühe nach Figuren aus der griechischen Mythologie. Da muhen dann ‚Iphigenie‘ und ‚Penelope‘ im Stall um die Wette.“

## Auszeichnungen
Für ihren Film gewann Julie Lopes Curval 2015 den Preis für die beste Regie auf dem Fernsehfilmfestival von La Rochelle.